# Кобилиця Лук'ян
Лук'я́н Кобили́ця (нім. Lucian Kobylytzia; 1812 — 24 жовтня 1851) — громадський і політичний діяч, керівник селянського руху на теренах австрійської частини Буковини 1840-х років.

## Родина
Народився 1812 року в селянській родині на хуторі Красний Діл, село Сергії Буковинський округ Королівство Галичини і Лодомерії Австрійська імперія.
Тривалий час мешкав у своєму обійсті в селі Плоска, розташованому неподалік Путили. Дружина Кобилиці, гуцулка з відомого у ті часи на Буковині роду Єрошок, замолоду вважалася першою красунею. Вже 1843 р. в них було шестеро дітей, проте ані документи, ані усні джерела не згадують про їхню подальшу долю. За деякими свідченнями, Кобилиця був досить заможним господарем.

## Громадська діяльність

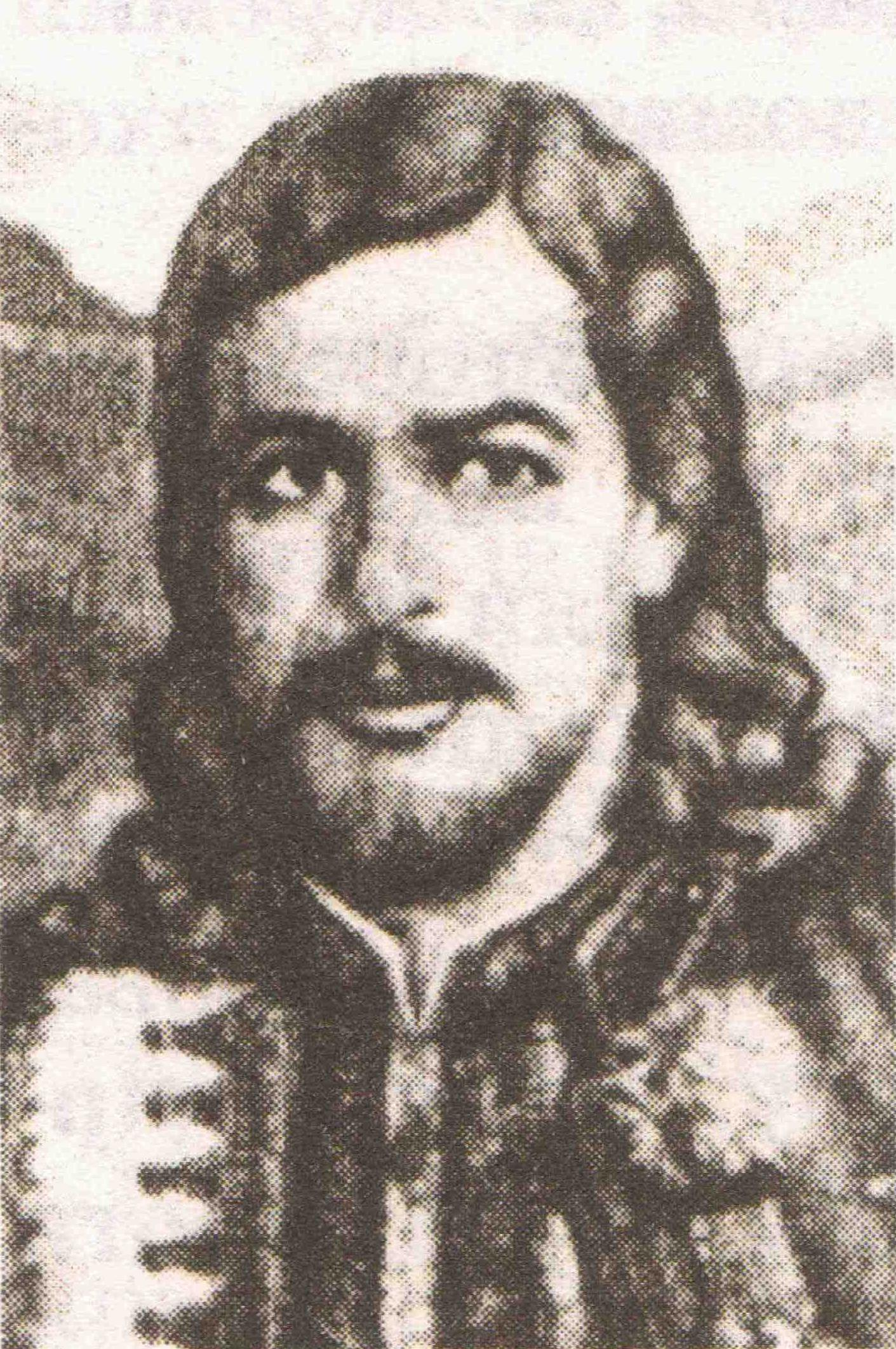
Лук'ян Кобилиця у 1830-х роках

Вже 1838 року Лук'ян Кобилиця (26-річний молодик) стає лідером буковинських гуцулів. Саме того року він виступив на захист селян від румунських бояр Флондорів, подавши до окружної управи кілька скарг та петицій.
1839 року селяни обирають Кобилицю так званим «громадським депутатом» («пленіпотентом», «уповноваженим»), який повинен був обстоювати соціальні, економічні та національні інтереси селян, представляти сільські громади під час суперечок з панами, подавати скарги тощо. Кожна громада (село) обирала по два таких депутати. Уповноважений представник гуцулів надзвичайно завзято взявся за справу захисту українських селян Буковини. Буковинська крайова управа, галицька крайова адміністрація та вищі органи влади у Відні були завалені петиціями і скаргами Лук'яна Кобилиці та його соратників на дідичів Флондорів та Джурдуванів.
Очікуваних результатів все це не дало. Замість вирішення піднятих проблем, вже в серпні 1840 року рішенням окружної управи Кобилицю разом з іншими представниками позбавляють права подавати скарги та звертатись у владні інстанції.
Переконавшись у безперспективності звернень до урядових установ, Лук'ян Кобилиця очолює організований селянський спротив, який поступово переріс у справжній бунт. Для його приборкання в березні 1844 року були використані урядові війська — дві роти солдатів, загони гірських стрільців та панської челяді. Фізичного покарання зазнали 238 селян, кожного десятого (в тому числі й Кобилицю) було заарештовано.
Діловод слідчої комісії Каетан Пірошка, згадуючи згодом про допит Кобилиці, зазначав:
|  | ...він був чоловік з інтелігентним виразом лиця... Великі, чорні, бистрі очі, орлиний гарний ніс, чорний вусок і чорна іспанська борідка надавали йому подобу іспанського гранда. Він відповідав з великою гідністю і наголошував на те, що «ліси наші» і що з гуцулів дідичі здирають неналежні данини... |

На початку 1844 року Кобилиця був битий киями й засуджений до кількох місяців тюрми. Влітку 1847 року селянський ватажок знову був заарештований, й до травня 1848 року сидів у в'язниці в Чернівцях.

## Політична діяльність Лук'яна Кобилиці
Всі ці страждання за спробу захистити інтереси селян зробило Лук'яна в очах горян народним героєм, непохитним борцем за правду.
У 1848 році Лук'ян, всупереч волі румунських бояр та урядовців, був обраний депутатом австрійського парламенту — Рейхстагу від Вижницького сільського округу (приблизно 50 тис. виборців). Відправляючи свого обранця до Відня, народ влаштував йому урочисті проводи. Почесний ескорт вершників з гуцульських леґінів супроводжував його до Вижниці, а із натовпу людей, що спостерігали за цим дійством, лунали заклики боронити народні інтереси та права.
Так Лук'ян Кобилиця як народний посол вирушав до імперської столиці представляти своїх виборців — горян. Важко селянинові дається цей крок. Народна пісня так описує розлуку з рідним домом:
А як вийшов на ограду, попестив корови:
А Бог знає чи си верну з цієї дороги.
А завіяв буйний вітер садами-ланами,
Виряджав си Кобилиця до права з панами.
У Відні Кобилиця зустрівся з певними труднощами. Він був неписьменним, німецької мови не знав, а всі справи в парламенті велися тільки німецькою мовою. З цього приводу Іван Франко пізніше писав:
| | ...у віденськім сеймі Кобилиця, простий, неписьменний гуцул, що не знав німецької мови, не міг, очевидно, відігравати ніякої ролі. Він був німим свідком подій, у яких, певні, 90 відсотків не розумів... |
| — Се був гуцул не зовсім звичайний. Високий ростом ,стрункий, він був білим на лиці, мав світле волосся, що густими кучерями спадало йому на плечі, і типове подовгасте лице з меланхолійним виглядом. Те лице, добродушне, та при тім поважне... дуже нагадувало лице Христа, як його звичайно малюють на іконах. | |

Але пізніші дослідження та історичні документи свідчать, що це не так. Лук'ян Кобилиця за допомогою писарів листувався зі своїми земляками, з деякими селянськими скаргами доходив до міністра внутрішніх справ. Поіменні голосування дають змогу простежити, що він разом із так званою «лівицею», тобто радикально-демократичною частиною депутатів, виступав за скасування панщини без будь-якого відшкодування поміщикам. І чи не єдиний серед селянських депутатів у вересні 1848 року висловився за допущення на засідання і надання слова у рейхстазі делегації революційної Угорщини. Спільно з іншими українськими послами, Кобилиця виступав проти від'єднання Буковинського округу від Галичини, як того добивалась румунська верхівка. Відомо також, що селянський ватажок був близько знайомий з Іваном Капущаком (прославився полум'яними промовами проти кріпацтва, виступав разом із польськими та австрійськими демократами і навіть ходив у формі віденської національної гвардії) та Іваном Федоровичем (польським депутатом-демократом від Галичини). Якийсь час вони разом жили в одному приміщенні, в готелі для депутатів, у Відні. Разом з іншими депутатами Кобилиця пережив облогу й бомбардування революційного Відня цісарськими військами. Іван Федорович згадував про такий епізод:
|  | Раз увечері я стояв на вежі астрономічної обсерваторії; і водив очима за киданими на місто бомбами, за ракетами, що лускали у повітрі, та за величезними пожежами, які в різних частинах міста розливалися, мов криваві озера. В тій хвилі хтось злегка поклав мені руку на плече. Оглядаюсь, а за мною стоїть Кобилиця. Його подовгасте лице в рамці довгого, до плечей волосся було осяяне кривавим блиском пожежі; в його очах меркотів якийсь дивний вогонь, а на устах був усміх. Я запитав його, що він тут робить і чи не страшно йому дивитися на це все? Кобилиця ще раз усміхнувся і, махнувши рукою, мовив: «А що, панцю, якби ми таке в наших горах зробили!». Я не зрозумів, що в нього на думці, — зрозумів аж пізніше, коли почув про його роботу |

Наприкінці жовтня 1848 року Відень було взято цісарськими військами, а Рейхстаг тимчасово розпущено.

## Революційна діяльність
Віра в те, що парламент допоможе селянам домогтися правди, похитнулася. Кобилиця увірував, що домогтися чогось можна тільки "народним супротивом". Він, як і всі депутати, отримав велику бронзову медаль на біло-червоній стрічці (яка давала вільний прохід і проїзд усюди), а також сертифікат депутата із сеймовою печаткою. З цими магічними для гуцулів атрибутами Кобилиця повернувся на Буковину. Після повернення, Кобилиця починає збирати власні «сесії» — "народні віча" в Карпатах.
Селянський рух, охопивши велику територію, вийшов за межі Вижницької виборчої округи. Лук'ян з групою озброєних однодумців їздив по селах, закликаючи до боротьби "проти панів". За спогадами сучасників, ці поїздки мали урочистий характер. Кобилиця повсюди з'являвся з медаллю і шарфом через плече. При цьому люди, на заклик «короля гуцулів», піднімались не проти цісаря й австрійського уряду, а проти свавілля місцевих землевласників та контрольованої ними місцевої адміністрації. Обурені сільські громади, всупереч прагненням румунської верхівки, також домагалися залишення Буковини в складі Галичини.
У своїх промовах Кобилиця таврував саме чиновників та великих землевласників, які перекручують закони на свою користь, таять від простих людей царські накази, видані на захист селянських прав, а цісареві надсилають фальшиві донесення про поведінку сільських громад. При цьому Лук'ян наголошував:
|  | Монарх — мій приятель і в разі потреби вишле мені військо на поміч. Не бійтеся нічого. Ліси, полонини та пасовиська всі будуть наші. Лише моліться Богу, святкуйте неділі, і все буде добре |

Одне з наймасовіших зібрань відбулося у Вижниці на горі «Глєдова». Народна пісня згадує про цю подію [4]: Ти думаєш Джурджуване, що твоя Вижни́ця,

А там сидит у Вижни́ци Лук'єн Кобилиця.
Лук'ян так переконував присутніх у своїй правоті, що навіть пушкарі, яким платила за службу держава, перейшли на сторону Кобилиці, ставши його особистою охороною. Влада в Буковинських Карпатах практично перейшла до (як в народі говорили) «Карпатського короля» Лук'яна Кобилиці. При цьому він зміщував війтів, котрі не виконували його наказів, і організовував вибори нових.
У своїх донесеннях перелякані землевласники та поміщики доповідали:
|  | Люди впевнені, що тепер усьому буде кінець, що цісар його приятель і віддав в його руки всю владу над Буковиною, що відтепер гуцули не повинні слухати ніяких урядників, комісарів, старостів, ані навіть губернатора, нікого, крім нього одного. Всі скарбові і панські ґрунти мають належати до самих селян, які відтепер мають стати зовсім самостійними властителями. |

В цей час влада займалася, головним чином, придушенням угорської революції. Не було ясно, чи можна заарештувати Лук'яна Кобилицю, оскільки закону, який регламентував би порядок позбавлення депутатської недоторканності, ще не прийняли, й вони діяли дуже обережно. Кобилицю викликали на засідання Рейхстагу, на яке він не з'являвся. 6 лютого 1849 року бунтівного посла позбавили мандата, як такого, що не з'явився на засідання парламенту (в такий спосіб обминули питання про депутатську недоторканність). Втім і сам Рейхстаг було розпущено вже на початку березня 1849 р.
Проте, Кобилицю ніяк не могли заарештувати. Краєм ширилися різні чутки. Ходили розмови, що він бунтує села і ходить на чолі озброєного загону із 300 повстанців. З'явилась інформація, що «король гуцулів» домовився про допомогу з керівником угорського повстання Кошутом. Чернівецька румунська газета «Bukowina» повідомила: «Кобилиця вмаршерує на Буковину з угорськими військами». Не на жарт перелякана влада за голову Лук'яна Кобилиці оголосили винагороду — 1000 золотих. Але знайти його і привезти «живим чи мертвим» місцевій адміністрації так і не вдавалось.
Тільки в травні 1849 року, завдяки доносу місцевого священика Вешнєвського, Кобилицю вдалося заарештувати у Жаб'єму.

## Смерть ватажка
Три місяці пробув він у тюрмі військового суду, потім п'ять — при чернівецькому кримінальному суді. Водночас, в суді народний ватажок не визнав провини, яку так і не вдалось довести. В результаті Кобилицю засудили тільки на один місяць за порушення громадського порядку. Це не влаштовувало ні місцевих чиновників, ні поміщиків, на яких він нагнав страху. Після відбуття покарання влада застосувала проти Кобилиці політичне рішення. Побоюючись його популярності серед гуцулів, ухвалили поселити його на проживання у селі Солка на околицях містечка Ґурагумора у Південній Буковині серед румунів та циган, заборонивши йому з'являтися в рідних місцях на Путильщині. Там він жив під пильним наглядом жандармів.
Тим часом селянський рух на Буковині вщухав, збройні виступи та вияви непокори гуцулів дедалі частіше змінювалися звичайними скаргами. Делегати громад неодноразово зверталися до крайової влади, та особисто цісаря з проханням дозволити Лук'яну Кобилиці повернутися до дому. Влада відмовчувалася.
24 жовтня 1851 року Лук'ян Кобилиця помер за загадкових обставин.
За деякими свідченнями місцевим магнатам таки вдалося отруїти молодого ватажка буковинських гуцулів.
Народна творчість про цю сумну подію говорить так:
А із тої полони́нки дрібний дощик кра́пав,

За Лук'єном Кобили́цев ба й кожди́й запла́кав.
Поховали Кобилицю невідомо де в безіменній могилі. Такою була помста озлоблених дідичів, що панували на Буковині, полум'яному борцеві за свободу сільського люду. Проте з народною любов'ю до «гуцульського короля» вона так нічого й не змогли зробити. Пам'ять про Лук'яна Кобилицю пройшла крізь віки. Його іменем названо вулиці у багатьох населених пунктах Буковини, зокрема й в столиці краю — Чернівцях. У Чернівецькому музично-драматичному театрі імені О. КобилянськоЇ у 1955 році була поставлена історична драма «Лук'ян Кобилиця», автором якої є Л. О. Балковенко. Ця драма займає значене місце в репертуарі театру. Кобилиці відкриваються пам'ятники і сьогодні. Він продовжує жити в народних легендах, переказах і піснях.

## Вшанування пам'яті
Вулиця Лук'яна Кобилиці у містах Вижниця, Володимир, Львів, Чернівці, Хотин 

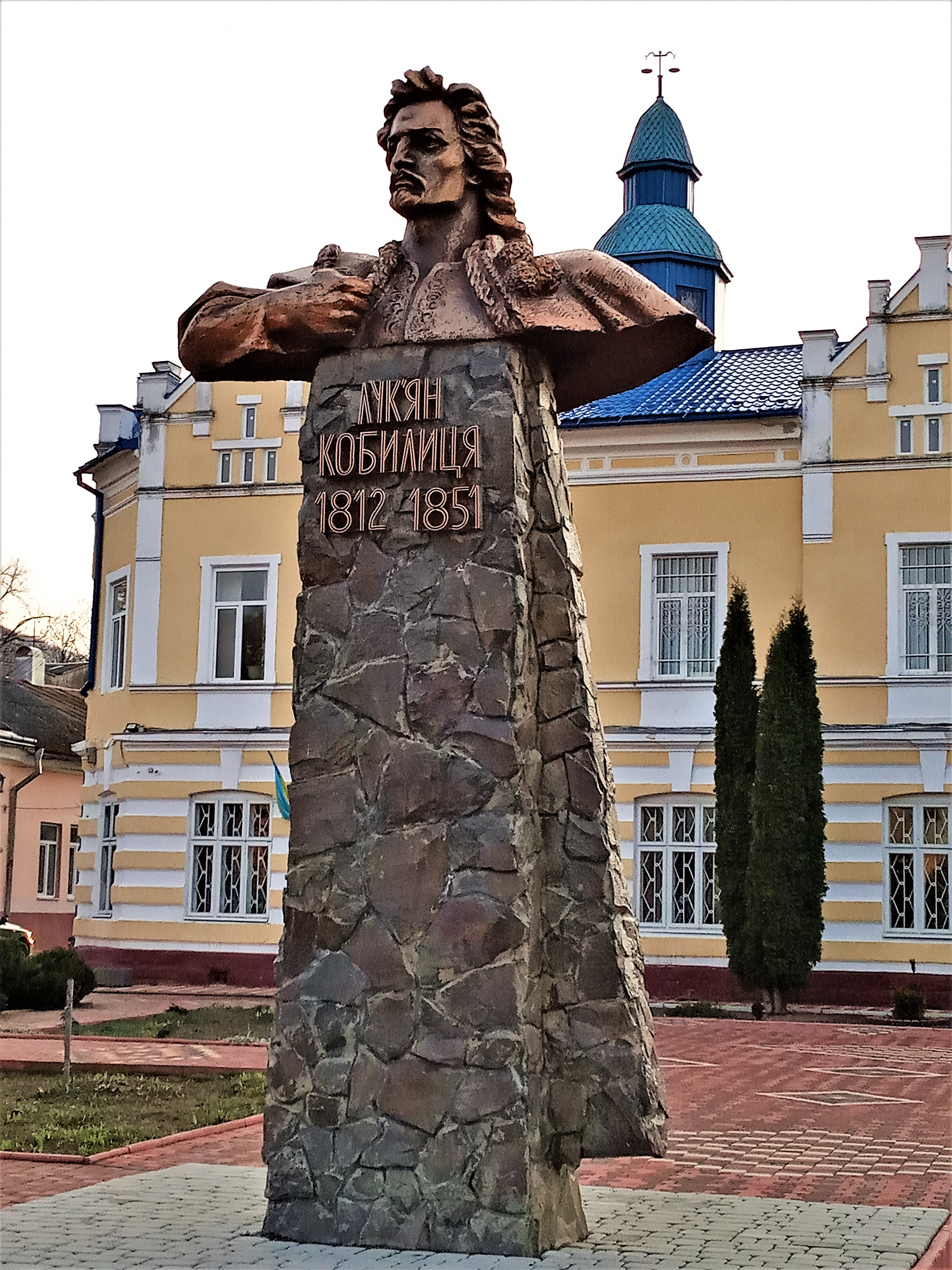
Пам'ятник Кобилиці у місті Вижниця